# Окситетрахлорид молибдена(VI)
Окситетрахлорид молибдена(VI) — неорганическое соединение, оксосоль металла молибдена и соляной кислоты с формулой MoOCl4, 
зелёные гигроскопичные кристаллы, 
растворимые в воде с разложением.

## Получение
- Реакция оксида молибдена(VI) или диоксидихлорида молибдена(VI) с хлоридом молибдена(V):

{\displaystyle {\mathsf {3MoO_{3}+8MoCl_{5}\ {\xrightarrow {}}\ 9MoOCl_{4}+2MoCl_{2}}}}
{\displaystyle {\mathsf {3MoO_{2}Cl_{2}+4MoCl_{5}\ {\xrightarrow {}}\ 6MoOCl_{4}+MoCl_{2}}}}
- Реакция оксида молибдена(VI) с тионилхлоридом:

{\displaystyle {\mathsf {MoO_{3}+2SOCl_{2}\ {\xrightarrow {}}\ MoOCl_{4}+2SO_{2}\uparrow }}}

## Физические свойства
Окситетрахлорид молибдена(VI) образует зелёные гигроскопичные кристаллы, растворимые в воде с разложением.

## Химические свойства
- При растворении реагирует с водой:

{\displaystyle {\mathsf {MoOCl_{4}+4H_{2}O\ {\xrightarrow {}}\ H_{2}MoO_{4}\cdot H_{2}O+4HCl}}}
- Разлагается при температуре 120 °C, что используется для получения окситрихлорида молибдена(VI):

{\displaystyle {\mathsf {2MoOCl_{4}\ {\xrightarrow {120^{o}C}}\ 2MoOCl_{3}+Cl_{2}\uparrow }}}